# Monte Abuna Yosef
El monte Abuna Yosef es una prominente montaña africana localizada cerca del escarpe oriental del macizo etíope. Con 4260 m es la sexta montaña más alta de Etiopía y la 19.ª más altas de África.  Se encuentra en el macizo Lasta en la zona de Wollo Semien de la región de Amhara.
Un hito notable en esta montaña es la iglesia de Gennete Maryam, una iglesia monolítica que según relatos tradicionales fue excavada durante el reinado de Yekuno Amlak. También hay cuatro iglesias exentas notables construidas en cuevas en el interior de la montaña, siendo la más antigua y más famosa la iglesia  Yemrehana Krestos, construida por el rey zagwe Yemrehana Krestos. Las otras tres son Emakina Medhane Alem (probablemente construida por Yekuno Amlak a finales del siglo XIII), Lidetta Maryam y Zammadu Maryam (probablemente del siglo XV). Las iglesias de Lalibela están en sus estribaciones.
El Área de Conservación Comunidad Abuna Yosef  cubre alrededor de 70 km² del macizo Abuna Yosef.